# 高氯酸钇
高氯酸钇（英語：Yttrium perchlorate）是钇的高氯酸盐，分子式为Y(ClO4)3。

## 制取
将氧化钇溶于稀高氯酸溶液，可制得八水合高氯酸钇；五氧化二磷存在时，将八水合高氯酸钇置于72℃下、真空中脱水，可制得三水合高氯酸钇。

## 化学性质
25℃下，三水合高氯酸钇与18-冠-6在丙酮中形成摩尔比为1:1和1:2的2种配合物，在甲醇或乙醇中形成摩尔比为4:3、1:1和1:2的3种配合物；20℃下，在乙腈中形成摩尔比为1:1和1:2的2种配合物；15℃下，在乙醇中形成摩尔比为2:3、4:3、1:1和1:2的4种配合物。各种配合物都带有一定数目的有机溶剂分子。从红外光谱中可以看出，18-冠-6参与了对钇离子的配位，并且在不同的配合物中18-冠-6的配位有些差别。
由于高氯酸钇与水杨酸甲酯的共同作用能促使高氯酸根离子将一氧化氮氧化为二氧化氮并进一步将其转变为三氧化二氮，一氧化氮与高氯酸钇与水杨酸甲酯的配合物在一定温度下能发生有特征性的显色反应，形成稳定的蓝绿色产物。

## 用途
高氯酸钇与水杨酸甲酯的混合物可以用来捕获、稳定储存和测定一氧化氮，也可以用来保护生物体内蛋白质等有机大分子不被过量的一氧化氮损害。